# B' Katīgoria 2003-2004
L'edizione 2003-2004 della B' Katīgoria vide la vittoria finale dell'Nea Salamis.

## Formula
Le 14 squadre partecipanti hanno disputato il campionato incontrandosi in due gironi di andata e ritorno, per un totale di 26 giornate. Erano previste tre retrocessioni e tre promozioni.

## Classifica finale
|  |    | Classifica finale       | G  | V  | N | P  | GF | GS | Dif | Pt |
|  | -- | ----------------------- | -- | -- | - | -- | -- | -- | --- | -- |
|  | 1  | Nea Salamis             | 26 | 21 | 3 | 2  | 68 | 23 | +45 | 66 |
|  | 2  | Arīs Limassol           | 26 | 17 | 5 | 4  | 50 | 21 | +29 | 56 |
|  | 3  | Alkī Larnaca            | 26 | 16 | 4 | 6  | 53 | 34 | +19 | 52 |
|  | 4  | ASIL Lysī               | 26 | 12 | 8 | 6  | 36 | 22 | +14 | 44 |
|  | 5  | Akritas Chlōrakas       | 26 | 12 | 4 | 10 | 46 | 41 | +5  | 40 |
|  | 6  | Ethnikos Assia          | 26 | 11 | 4 | 11 | 43 | 41 | +2  | 37 |
|  | 7  | APEP Pitsilia           | 26 | 9  | 7 | 10 | 43 | 46 | -3  | 34 |
|  | 8  | Ermīs Aradippou         | 26 | 8  | 8 | 10 | 40 | 48 | -8  | 32 |
|  | 9  | Agia Napa               | 26 | 9  | 4 | 13 | 38 | 56 | -18 | 31 |
|  | 10 | Omonia Aradippou        | 26 | 8  | 6 | 12 | 36 | 46 | -10 | 30 |
|  | 11 | EN ThOΪ Lakatamia       | 26 | 8  | 5 | 13 | 33 | 45 | -12 | 29 |
|  | 12 | PAEEK Kerynias          | 26 | 7  | 7 | 12 | 41 | 44 | -3  | 28 |
|  | 13 | S.E.K. Ayiou Athanasiou | 26 | 7  | 4 | 15 | 23 | 48 | -25 | 25 |
|  | 14 | Enosi Kokkinotrimithias | 26 | 0  | 5 | 21 | 21 | 56 | -25 | 5  |

G = Partite giocate; V = Vittorie; N = Nulle/Pareggi; P = Perse; GF = Goal fatti; GS = Goal subiti; DIF = Differenza reti;

### Verdetti
- Nea Salamis, Aris Limassol e Alki Larnaca promossi in Divisione A.
- PAEEK Kerynias, S.E.K. Ayiou Athanasiou e Enosis Kokkinotrimithia retrocesse in Terza Divisione.